# Parwus

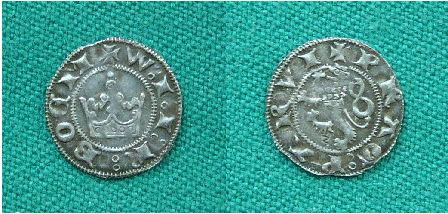
Parwus praski

Parwus – drobna srebrna moneta czeska, która pojawiła się jako niższy stopień systemu groszowego wprowadzonego przez reformy Wacława II, utworzona na wzór włoskich parvi (od łac. parvi denarii – mizerne denary). Stanowiła równowartość 1/12 grosza.
Moneta napłynęła w niewielkich ilościach z Czech do Polski, ale prawdopodobnie była też wytwarzana na miejscu. "Skarb z Pińczowa" odkryty w 1971, a datowany na ok. 1306 r., zawierał oprócz parwusów praskich również cztery wzorowane na nich polskie drobne denary. Najprawdopodobniej wybito je (ze względu na duże podobieństwo do najstarszych monet Władysława Łokietka, najpewniej w Krakowie) dla zastąpienia czeskich odpowiedników – zakorzenionych już groszy praskich, w polskim systemie monetarnym odpowiadających 1/48 grzywny polskiej.
W samych Czechach w 1327 r. zastąpiły je halerze.